# Elisa di Rivombrosa
Elisa di Rivombrosa è una serie televisiva italiana diretta da Cinzia TH Torrini e da Stefano Alleva, andata in onda in prima visione dal 17 dicembre 2003 al 1º dicembre 2005 su Canale 5.
La fiction rappresenta uno dei maggiori successi televisivi italiani dei canali generalisti degli anni duemila. Grazie ad Elisa di Rivombrosa i protagonisti Vittoria Puccini e Alessandro Preziosi ottengono grande rilevanza mediatica e danno inizio ad una carriera che si rivelerà proficua e importante nel mondo del cinema e della TV. La serie ha avuto inoltre uno spin-off dal titolo La figlia di Elisa - Ritorno a Rivombrosa, in onda nel 2007 sulla stessa rete e ambientato circa venti anni dopo gli eventi della seconda stagione.

## Episodi
| Stagione         | Episodi | Prima TV  |
| ---------------- | ------- | --------- |
| Prima stagione   | 13      | 2003-2004 |
| Seconda stagione | 13      | 2005      |

## Trama

### Prima stagione
Regno di Sardegna, 1769. La serie racconta la storia della giovane Elisa Scalzi, dama di compagnia di umili origini della contessa Agnese Ristori di Rivombrosa, che, proprio in questa veste, conosce e si innamora del figlio della nobildonna, il conte Fabrizio. Quest'ultimo, tornato dopo dieci anni passati presso il reggimento francese, entra in possesso di un importante documento contenente i nomi di una serie di nobili che cospirano contro il sovrano, Re Carlo Emanuele III. Il governatore del regno, duca Ottavio Ranieri, mira, insieme alla sua amante, la marchesa Lucrezia Van Necker, a recuperare la lista dei congiurati e a sovvertire l'ordine costituito uccidendo il Re. Intanto Elisa e Fabrizio, tra inganni, congiure e sfide alle convenzioni sociali, cercano di vivere la loro storia d'amore.

### Seconda stagione
La storia prosegue con un nuovo grande ostacolo: riuscire a salvare Rivombrosa dalla rovina causata dai debiti contratti dal marchese Alvise Radicati di Magliano. I conti Ristori per poter salvare la tenuta e per preservare l'unità familiare sono chiamati ad affrontare nuovi e vecchi nemici. L'arrivo della famiglia borghese dei Benac e l'incontro con i baroni di Conegliano segnano tappe fondamentali nel prosieguo della storia.

## Personaggi
- Elisa Scalzi di Rivombrosa, interpretata da Vittoria Puccini. Protagonista della storia, Elisa è una giovane serva che lavora in una locanda e viene poi  assunta al Castello dalla Contessa Agnese Ristori, la quale coglie in lei grazia, virtù e intelligenza. Bella, coraggiosa e posata, vede la sua vita trasformarsi quando si trova immersa in complotti settecenteschi di una nobiltà corrotta e viziata. Il colpo di fulmine che la fa innamorare del conte Fabrizio la travolge e dà inizio ad una stagione di grande difficoltà, ma la forza dell’amore spinge Elisa ad affrontare le sfide del suo tempo con determinazione e forza.
- Conte Fabrizio Ristori di Rivombrosa, interpretato da Alessandro Preziosi. Nato nel 1738, Fabrizio è il protagonista maschile della serie. Giovane erede della dinastia Ristori, lascia Rivombrosa molto giovane per arruolarsi nell’esercito francese dopo una brutta delusione d’amore e fa ritorno a casa dopo dieci anni per far visita alla madre malata. L’amore per la giovane serva Elisa, vissuto dapprima con il rancore di chi sa di dover essere chiamato a rinunciare al proprio titolo per amare una donna non nobile e poi con la fierezza di chi vuole sfidare le convenzioni sociali, nonché la missione di far sapere al Re di un complotto ai suoi danni, plasmano il carattere di Fabrizio trasformandolo in un valoroso eroe.
- Contessa Anna Ristori di Rivombrosa, interpretata da Antonella Fattori. Anna è la sorella maggiore di Fabrizio. Nobildonna ferrea nei principi morali e religiosi, detesta Elisa per il rapporto familiare che ha con la madre Agnese, lo stesso che lei non è mai riuscita ad instaurare. Fa di tutto per ostacolare il sentimento del fratello pur di tutelare l’onorabilità del suo casato. È sposata con il marchese Alvise Radicati di Magliano dal quale ha avuto una figlia, Emilia, ma il suo matrimonio non è felice. La delusione d’amore avuta da Antonio Ceppi, suo giovane promesso sposo che l’ha lasciata preferendole una serva, l’ha segnata profondamente.
- Marchesa Lucrezia Van Necker Beauville, interpretata da Jane Alexander, doppiata da Emanuela Rossi. Lucrezia è la spietata leader, insieme al duca Ottavio Ranieri di cui è amante, della congiura ai danni del Re. Donna ambiziosa e assetata di potere, ha lasciato il giovane promesso sposo Fabrizio Ristori per sposare il più ricco e potente marchese Jean Luc Beauville, consigliere del Sovrano. Nonostante tale scelta è da sempre innamorata di Fabrizio ed è disposta a tutto pur di riconquistarlo, anche a spingersi verso scelte cruente e prive di scrupoli.
- Duca Ottavio Ranieri, interpretato da Luca Ward. Ranieri è l’affascinante Governatore del Regno e il capo delle guardie reali ma è anche alla guida della congiura ai danni del sovrano. Amante della marchesa Lucrezia Van Necker, sua complice nella cospirazione, è determinato a portare al trono l’erede di Carlo Emanuele III per divenirne il fidato consigliere e governare con lui. Si troverà suo malgrado a dover sfidare la coraggiosa lealtà alla corona di Fabrizio Ristori.
- Dottor Antonio Ceppi, interpretato da Cesare Bocci. Ceppi era nobile di nascita ma ha perso il suo titolo perché ha sposato la serva Lucia, rifiutando la mano della sua promessa sposa Anna Ristori. Da sempre odiato e disprezzato dalla donna, tanto da essere bandito da Rivombrosa, è un buon amico di Elisa che, ogniqualvolta la contessa Agnese sta male, non esita a contattarlo. Il rapporto con la moglie è sempre più travagliato a causa di come i nobili lo hanno isolato dopo questa scelta.
- Angelo Buondio, interpretato da Pierluigi Coppola. Fidato e sincero stalliere di Rivombrosa, Angelo è innamorato da sempre di Elisa che, però, lo considera come un fratello e non lo ricambia. Amico di Fabrizio Ristori, entrerà con lui in contrasto a causa dei sentimenti che prova per Elisa.
- Amelia, interpretata da Marzia Ubaldi. Prima balia dei conti Ristori, poi fedele amica di Elisa, Amelia dirige la servitù di Rivombrosa e aiuta più volte i due innamorati.
- Bianca Buondio ,interpretata da Sabrina Sirchia. Sorella di Angelo e serva di Rivombrosa, è invidiosa di Elisa e non esita a contrastarla.
- Marchesa Margherita Maffei di Barbero, interpretata da Eleonora Mazzoni. Margherita è una giovane nobildonna socievole e cordiale, amica di Elisa e figlia del marchese Maffei, caro amico della contessa Agnese. Innamorata del Conte Giulio Drago, vive con difficoltà le intemperanze del promesso sposo e si trova spesso costretta a scelte di grande coraggio.
- Marchese Alvise Radicati di Magliano (stagione 1), interpretato da Antonino Iuorio. Avido e perfido marito di Anna, Alvise si diletta fra bagordi e lussuria. Sogna da sempre di possedere Rivombrosa e di prendere il posto del cognato Fabrizio, sperperando nel frattempo il denaro della tenuta. Rozzo, cinico e insensibile; non esita a maltrattare la moglie e la figlia verso le quali non prova il minimo affetto.
- Conte Giulio Drago (stagione 1), interpretato da Kaspar Capparoni. Fedele amico di Fabrizio, vive in pena per il suo amore contrastato con la fidanzata Margherita. Si rende partecipe della congiura contro il Re, seppur non sfidi mai direttamente Ristoro per ottenere la lista.
- Duchessa Clelia Bussani (stagione 1), interpretata da Francesca Rettondini. Cugina di sua maestà, Clelia è una donna affascinate abile nel sedurre gli uomini e questa arte viene da lei usata per far cadere nella sua trama il bel conte Fabrizio spinta dalla di lui sorella Anna.
- Marchesa Betta Maffei di Barbero (stagione 1), interpretata da Giovanna Rei. Sorella minore di Margherita, Betta è una ragazza di facili costumi disposta a frequentare uomini più grandi di lei pur di migliorare le proprie condizioni economiche.
- Marchese Lelio Sorbelloni (stagione 1), interpretato da Enrico Beruschi. Marchese amico dei conti Ristori e notaio. È uno dei congiurati.
- Abate Van Necker, interpretato da Elio Pandolfi. L’abate è il cugino di Lucrezia Van Necker e guida spirituale dei nobili della zona. Uomo della spiccata personalità ipocrita e debole, viene facilmente pilotato dalla nobiltà viziata.
- Artemisia Scalzi, interpretata da Marina Giordana. È l’umile madre di Elisa.
- Marchese Ludovico Maffei di Barbero (stagione 1), interpretato da Vittorio Viviani. Il marchese Maffei è il padre di Margherita e Betta, nonché caro amico della Contessa Agnese. Maffei è un uomo colto e appassionato di scienza ma al contempo estremamente provato per via di un'improvvisa crisi economica che si affligge sulla sua famiglia e di conseguenza per il futuro delle figlie che non hanno ricchezze sufficienti per avere matrimoni con uomini potenti. Partecipa anch'egli alla congiura contro il Re.
- Marchese Jean Luc Beauville (stagione 1), interpretato da Antonio Salines. Marito di Lucrezia Van Necker e consigliere personale di Re Carlo Emanuele III, fa di tutto per trovare i cospiratori che attentano alla corona. Mal digerisce Fabrizio Ristori che sa essere l’unico grande amore della moglie Lucrezia.
- Re Carlo Emanuele III, interpretato da Philippe Leroy, doppiato da Sergio Fiorentini. Sovrano del regno, è un uomo ironico e molto stravagante. Mette in atto riforme che fanno indignare la nobiltà che per fermarlo organizza una congiura ai suoi danni.
- Isabella (stagione 1-2), interpretata da Linda Batista, doppiata da Alessandra Cassioli (solo stagione 2). Isabella è una donna di origine orientale che presta lavoro come dama di compagnia di Lucrezia Van Necker. Prova una sorta di adorazione nei confronti della sua padrona, ma Lucrezia non disdegna di usarla per raggiungere i suoi biechi obiettivi.
- Contessa Madre Agnese Ristori di Rivombrosa (stagione 1), interpretata da Regina Bianchi. Anziana madre di Fabrizio e Anna e padrona della tenuta di Rivombrosa. Diversa dagli altri nobili, è affettuosa verso i suoi servi. Durante i dieci anni di assenza di Fabrizio in Francia, ha accolto Elisa al castello come propria dama di compagnia. La contessa Agnese la tratta come una figlia e quando scopre il sentimento nascente tra il figlio e la giovane prova a preservare il rapporto evitando che questo amore si trasformi in un problema sociale.
- Ufficiale Christian Gray/Principe Cristiano Caracciolo di Montesanto (stagione 2), interpretato da Antonio Cupo, doppiato da Niseem Onorato. Uomo misterioso e aggressivo che Elisa conosce durante il suo viaggio a Napoli. Nasconde un segreto che lo porta a desiderare una vendetta nei confronti dei baroni di Conegliano.
- Victor Benac (stagione 2), interpretato da Giovanni Guidelli. Entra in scena nella seconda stagione come creditore di un debito contratto con il defunto Alvise, marito di Anna. Victor si accorda con Ristori per avere gradualmente il rientro del denaro prestato. Si troverà a scontrarsi con il fratello Armand e aiuterà più volte Elisa, di cui in fondo è follemente innamorato.
- Armand Benac (stagione 2), interpretato da Raffaello Balzo, doppiato da Nanni Baldini. Armand, fratello di Victor, è avido, non si ferma davanti a nulla per raggiungere i suoi scopi. Desidera a tutti i costi Rivombrosa e per ottenerla e rendere difficoltosa la restituzione del debito a Fabrizio arriva ad allearsi con il duca Ranieri.
- Barone Nicola di Conegliano (stagione 2), interpretato da Sergio Assisi. Figlio del barone Michele di Conegliano, vecchio amico di Fabrizio, Nicola è un uomo a cui piace la bella vita e che ama profondamente sua madre Cristinella. A palazzo conosce la bella contessa Elisa e, rimasto abbagliato dalla sua bellezza, decide inizialmente di aiutarla salvo poi decidere di contrastarla perché perché influenzato dalla Marchesa Lucrezia Van Necker, divenuta sua amante.
- Baronessa Cristinella di Conegliano (stagione 2), interpretata da Fiorenza Marchegiani. Madre di Nicola e moglie del barone amico di Fabrizio. Accoglie Elisa fra le sue braccia come una figlia e si impegna a difenderla dalla spregiudicatezza del figlio e dalle macchinazioni di Lucrezia.
- Marchese Ercole Salvati di Cerreto (stagione 2), interpretato da Stefano Quatrosi. Salvati, spietato Medico personale di sua Maestà e amico di Alvise, si invaghisce di Anna e fa di tutto per averla. Amico di Rossana Chevalier e amante di Madame Therese Rolland è uno scapolo pronto a tutto per compiacere i suoi scopi.
- Conte Martino Amedeo Ristori di Rivombrosa, interpretato da Riccardo Simone Sicardi (stagione 1-2), Daniel Tschirley (stagione 2). Martino è un piccolo servo che viene sfruttato alla locanda “Il gatto nero” e che viene spesso aiutato e sostenuto da Elisa la quale lo sprona a studiare per migliorare la sua condizione sociale. Proprio grazie al suo intervento, Fabrizio accetta di accogliere Martino a Rivombrosa come collaboratore domestico. Ben presto il rapporto tra il conte e il bambino diventa ben più importante e rilevante di quello tra un padrone e un servo.
- Marchesa Emilia Radicati di Magliano in Gritti, interpretata da Carlotta Previati. È la figlia della contessa Anna Ristori e del Marchese Alvise Radicati di Magliano. È una bambina di dieci anni alquanto taciturna e sola in quanto cresciuta in una famiglia priva di amore. Continuamente ignorata dal padre e ripresa dalla madre che la vede come il suo unico appiglio in una vita di solitudine, Emilia si affeziona immediatamente ad Elisa, dama di compagnia della nonna materna, che da subito le dimostra quell'affetto e quella premura che finora non aveva mai avvertito.
- Celeste, interpretata da Emanuela Garuccio. Celeste è una nomade che si trova in carcere accusata di essere una strega in grado di sortire terribili malefici. Conosce e diventa amica di Elisa e si dimostra essere un’importante alleata durante diversi momenti di difficoltà. La conoscenza ravvicinata della storia d’amore tra Elisa e Fabrizio la porta a sognare di vivere un sentimento simile, senza però rendersi conto degli errori che rischia di commettere.
- Madame Therese Rolland, interpretata da Anne-Valérie Lefevre. È la dama di compagnia della duchessa Bussani, amante del marchese Salvati
- Contessa/Marchesa Agnese Maria Vittoria Lavinia Scalzi Ristori di Rivombrosa in Van Necker, interpretata da Micol Santilli (stagione2) e Sarah Felberbaum (stagione3). Agnese è l'unica figlia di Fabrizio ed Elisa, rimasta orfana di padre a soli due mesi di vita. Nella seconda stagione la madre all'età di tre anni decide di portarla con sé durante il suo viaggio a Napoli volto a salvare la tenuta, ma per proteggerla la tiene per tutto il tempo nascosta ai Quattro Venti a casa di Isabella e Gaetano; questo non è però sufficiente perché la perfida Lucrezia scoperta la sua esistenza la rapisce insieme ad Amelia per obbligare Elisa a recuperare un diamante appartenente al barone Nicola: la bambina riesce a fuggire grazie all'aiuto di Christian che essendole molto affezionato aiuta Elisa a liberarla introducendosi nel palazzo della marchesa attraverso i sotterranei. La ragazza fin da piccola è molto legata al fratello adottivo Martino che per lei è stata quasi una figura paterna e per un periodo di tempo si è recata a studiare in Francia. Nella terza stagione una volta terminati gli studi a Parigi torna a Rivombrosa e ad una festa incontra Andrea, un marchese del luogo alquanto affascinante di cui però inizialmente non conosce l'identità. Il loro amore verrà continuamente ostacolato da mille difficoltà: il Capitano Loya completamente ossessionato da lei utilizza anche il più vile stratagemma per costringerla a sposarlo; Andrea, l'uomo che ama, non è altri che il figlio di Lucrezia e come se non bastasse di nascosto riveste il ruolo dello Sparviero ed è quindi l'acerrimo nemico di Loya; Lucrezia, nonostante si presenti ad Agnese come pentita delle sue malefatte, non ha invece dimenticato il suo odio nei confronti di Elisa e medita di ripercuotere la sua vendetta sui suoi figli; Martino d'altro canto non intende accettare un eventuale matrimonio tra i due perché ha intuito l'intento malvagio di Lucrezia e intende proteggere la sorella. La morte prima di Lucrezia e infine di Loya permetterà ai due innamorati di coronare il loro amore.

## Produzione e distribuzione
La prima stagione della fiction è parzialmente ispirata al romanzo inglese Pamela, o la virtù premiata (1740) di Samuel Richardson (libro che viene regalato da Elisa alla nipotina Emilia Radicati all'inizio della seconda stagione) e racconta della storia d'amore travagliata tra Elisa, una ragazza di umili origini, e l'arrogante conte Fabrizio Ristori, sullo sfondo di una cospirazione ai danni del Re. La serie è caratterizzata da un racconto di tipo corale dove, accanto alle storie dei due protagonisti, si dipanano quelle dei nobili, della servitù e della gente comune del borgo di Rivombrosa. La serie è stata un grande successo di ascolti, soprattutto durante la prima stagione che ha visto gli ascolti aumentare di episodio in episodio.
In seguito all'ottimo riscontro venne prodotta una seconda stagione cui però Alessandro Preziosi non volle prendere parte a pieno ritmo, pertanto il suo personaggio esce di scena dopo i primi due episodi. La nuova storia vede Elisa in guai finanziari a causa dei debiti riscontrati da Alvise Radicati con i fratelli Benac e del viaggio che lei intraprende verso Napoli, dove cerca l'appoggio dei Conegliano, per poi essere invischiata in complotti e intrighi. La seconda stagione ottenne invece un riscontro più moderato (soprattutto a causa della risoluzione della storia d'amore tra Elisa e Fabrizio) ma comunque di circa 5,5 milioni di spettatori di media. Anche la regista Cinzia TH Torrini lascia la regia dopo i primi sei episodi per essere poi sostituita per i restanti da Stefano Alleva.
Quest'ultimo è anche il regista dello spin-off La figlia di Elisa.
La serie venne raccolta in DVD dal settimanale TV Sorrisi e Canzoni (dove ogni stagione venne pubblicata in un formato di 26 episodi da 45/50 minuti invece di quello televisivo di 13 episodi da 100 minuti) e in seguito commercializzata in un cofanetto per il mercato home video. La serie è stata replicata su Iris, Rete 4, La5 e Mediaset Extra.
Sono stati pubblicati due romanzi: L'amore impossibile, che riassume la prima stagione, e Il dolore e la gioia, che racconta le vicende della seconda stagione.
Elisa di Rivombrosa è stata trasmessa anche in Albania, Belgio, Bosnia ed Erzegovina, Bulgaria, Finlandia, Francia, Georgia, Germania, Macedonia del Nord, Polonia, Repubblica Ceca, Romania, Russia, Serbia, Slovacchia, Spagna e Ucraina. In Canada è andata in onda su Telelatino.

### Location
Il Castello di Rivombrosa è in realtà il Castello Ducale di Agliè, in provincia di Torino. Un sentiero tra i giardini del castello stesso è conosciuto dagli abitanti del posto come "Riva Ombrosa" ed ispira il titolo della fiction.
Per la realizzazione della seconda stagione la produzione ha scelto Otranto come location per le riprese (iniziate i primi di ottobre del 2004 e terminate nel luglio 2005). Molte scene, inoltre, sono state girate a Villa d'Este. 

### Doppiaggio
In entrambe le stagioni le voci naturali di diversi attori stranieri sono state doppiate in modo da risultare in un italiano perfetto. Vi sono però alcune eccezioni: nella prima stagione Linda Batista (Isabella), sebbene non sia italiana, recita con la propria voce mentre invece nella seconda è stata doppiata da Alessandra Cassioli; mentre Pamela Saino (Orsolina Scalzi, sorella di Elisa) e Riccardo Simone Sicardi (Martino Ristori, figlio di Fabrizio) sono stati doppiati (rispettivamente da Perla Liberatori e Jacopo Bonanni) perché avevano una voce poco adatta al ruolo che interpretavano.
Nella seconda stagione vale la stessa cosa per Raffaello Balzo (Armand Benac) doppiato da Nanni Baldini e per Antonio Cupo (Christian Grey) doppiato da Niseem Onorato.
Nonostante l'attrice britannica Jane Alexander (Lucrezia Van Necker) parlasse perfettamente l'italiano è stata doppiata da Emanuela Rossi, mentre in La figlia di Elisa - Ritorno a Rivombrosa ha invece recitato con la propria voce.

### Musiche
I titoli dei brani di Savio Riccardi presenti nelle puntate della fiction:
Elisa di Rivombrosa 
- Tema Di Elisa
- Amore e Guerra
- Cavalcata
- Ranieri
- Nel Silenzio Della Notte
- Tema Di Elisa (Variante)
- Lucrezia
- Anime Strappate
- Aria Di Festa
- Galop
- Romanza
- Serenata Di Ramiro
- Tarantella Dei Guitti
- Tema Di Elisa (Titoli)
- Assalto Furioso
- Impetuoso
- Ritorno Di Fabrizio
- Promenade
- Minuetto
- Aria Di Mistero
- Tenero Abbraccio
- Dio Salvi Il Re
- Promesse Silenziose

Elisa di Rivombrosa II
- Tema di Christian
- Tammurriata Dei Lazzaroni
- Stella Maris
- Tema di Elisa (chitarra portoghese)
- Grazioso
- Contraddanza Scalcagnata
- Arietta
- Funerale Conte Fabrizio
- Presagi
- Tammuriata Dei Coltelli
- Tarantella Dei 4 Venti
- Stella Maris (ripresa)
- Il Viaggio
- Tema di Elisa (violino struggente)
- Moresca
- Benac
- Tema di Christian (violoncello)
- Danza Della Vendemmia
- Tema di Elisa

## Accoglienza
La fiction, partita con il 24% di share e un seguito in valori assoluti di oltre 5 milioni di telespettatori, è arrivata a toccare il 41% con oltre 12 milioni di telespettatori, rappresentando uno dei più grandi successi televisivi degli anni 2000.
La prima stagione ha riscosso un grandissimo successo: l'ultima puntata è stata seguita da 12.080.000 telespettatori, con uno share pari al 41,54%; il picco si è registrato nella scena finale, con 13.513.000 telespettatori. La serie infatti ha vinto 4 Telegatti nel 2004: Fiction dell'anno, miglior programma dell'anno, e sia Vittoria Puccini (Elisa) che Alessandro Preziosi (Fabrizio) hanno ricevuto il Telegatto come personaggio femminile e maschile dell'anno per aver partecipato alla serie.

## Premi e riconoscimenti
- 2004 - Telegatto
  - Miglior Fiction
  - Personaggio femminile dell'anno a Vittoria Puccini
  - Personaggio maschile dell'anno ad Alessandro Preziosi
  - Miglior Programma dell'anno

- 2005 - Grolla d'oro
  - Miglior interpretazione a Vittoria Puccini per Elisa capitolo secondo

## Altri media
- La serie ha ispirato un album di figurine con i fotogrammi originali.
- La serie ha ispirato una parodia a fumetti della Disney disegnata da Silvia Ziche, intitolata Paperina di Rivondosa.
- La serie ha ispirato una parodia realizzata dal quartetto comico Premiata Ditta con il titolo Elisa in Rimaottusa, presentata nello show televisivo Premiata Teleditta.
- Dall'ambientazione della serie ha preso spunto Marcello Cesena per i suoi sketch di Sensualità a corte.
- Dalle sceneggiature della serie sono stati tratti ben due romanzi che ripercorrono le vicende delle due stagioni.
- Giochi Preziosi, in occasione della seconda stagione, lancia una serie di bambole ispirate ai protagonisti della serie nei loro abiti più iconici.

## Galleria d'immagini

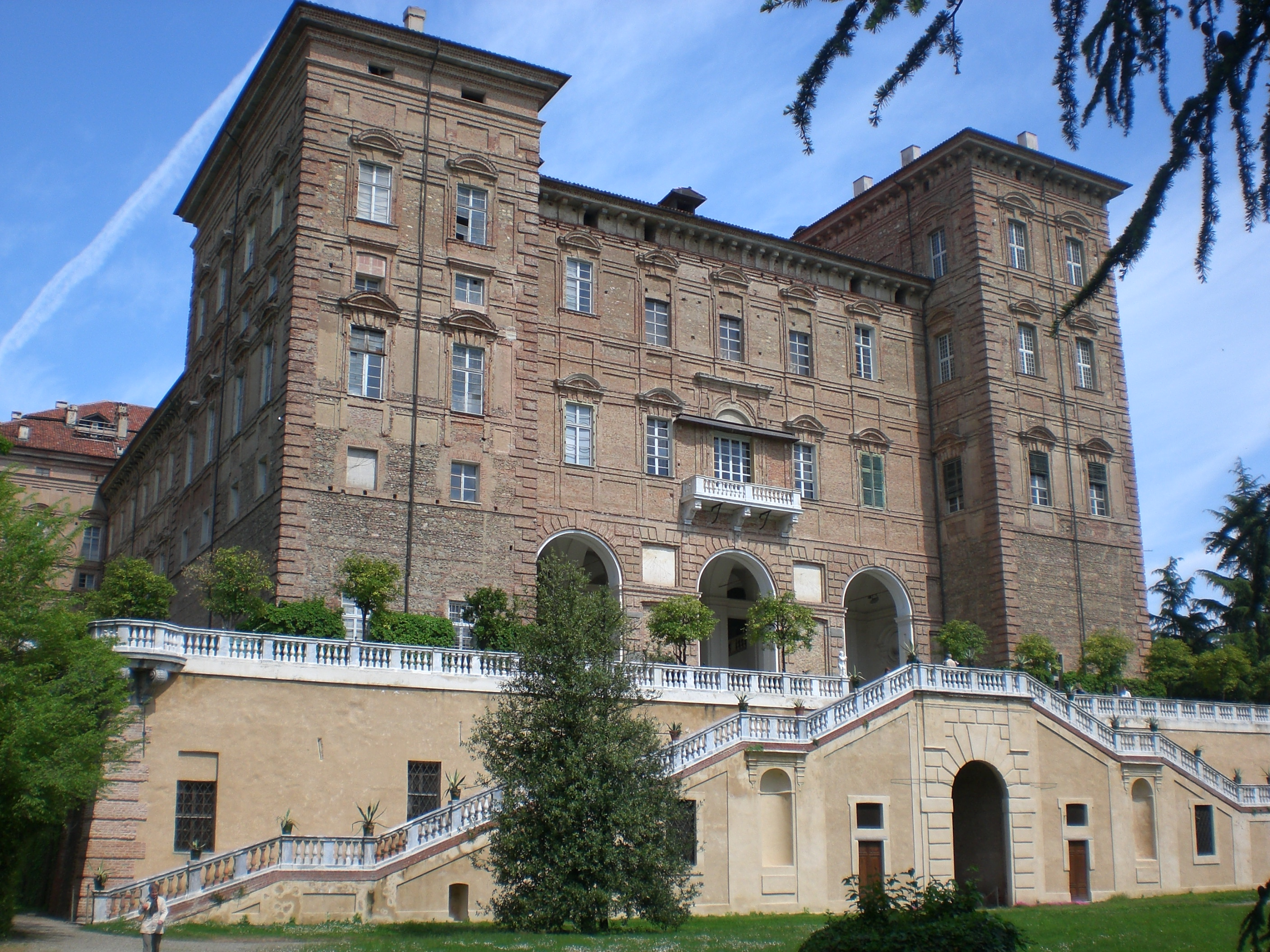
Il Castello di Rivombrosa, nella realtà il Castello Ducale di Agliè
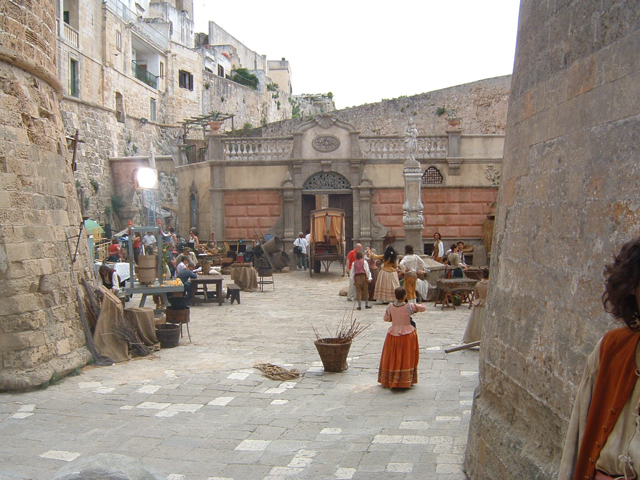
Il set
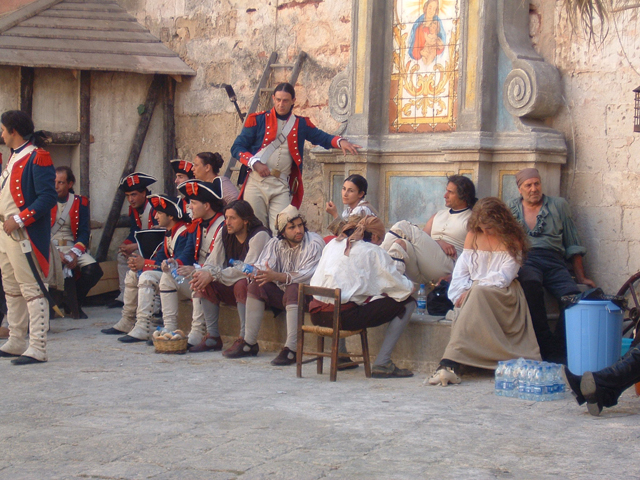
Comparse
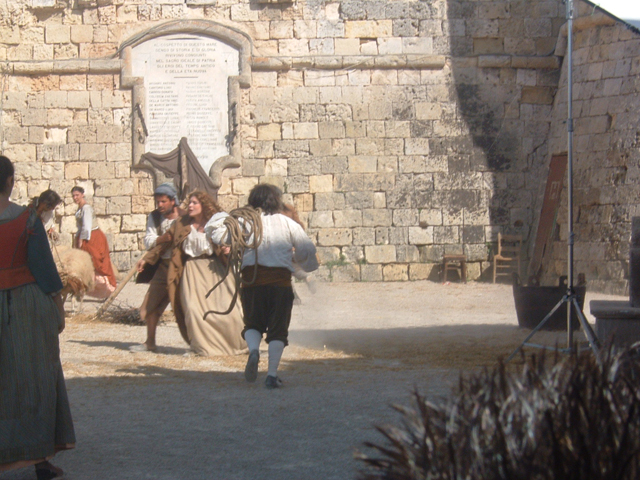
Una fase delle riprese